# Adesmus sannio
Adesmus sannio är en skalbaggsart som beskrevs av Julius Melzer 1931. Adesmus sannio ingår i släktet Adesmus och familjen långhorningar. Inga underarter finns listade i Catalogue of Life.